# 巴斯克語維基百科
巴斯克語維基百科是維基百科協作計劃的巴斯克語版本，由非營利組織——維基媒體基金會維持負責。目前是各語言維基百科計劃中，規模排名第41（依條目量計算）的維基百科。計劃開始於2001年，至2010年5月已有超過56,000個條目。

## 外部連結
- 巴斯克語維基百科 （页面存档备份，存于）